# Stowarzyszenie PAX
Stowarzyszenie PAX (PAX-Vereniging ook PAX-Groep genaamd) was een Poolse vereniging van rooms-katholieken die samenwerkten met de communistische regering van de Poolse Verenigde Arbeiderspartij (PZPR).
De PAX-Groep werd op 25 november 1945 onder de naam Beweging van Progressieve Katholieken opgericht. De Beweging wijzigde in 1952 haar naam in Stowarzyszenie PAX (PAX-Groep). Vanaf haar oprichting in 1945 werd de PAX-Groep geleid door graaf Bolesław Piasecki, die voor de Tweede Wereldoorlog, de proto-fascistische RNR-Falanga leidde. De PAX-Groep was nationalistisch en werd soms beticht van antisemitisme. De PAX-Groep steunde de communistische regering in conflicten met de kerkelijke hiërarchie.
De PAX-Groep had een eigen uitgeverij en onderhield contacten met Oost-Europese en West-Europese rooms-katholieken. Een bekende krant die door leden van de PAX-Groep werd gerund was Dziś i Jutro "Vandaag en Morgen", sinds 1956 Kierunki, "Richtingen", genaamd.
De PAX-Groep werd gecontroleerd door de communistische regering en de KGB (voorheen de NKVD) en had een aantal afgevaardigden in de Sejm (parlement). De macht van de PAX-Groep scheen halverwege de jaren 50 bijzonder groot te zijn. De PAX-Groep beschikte over een eigen uitgeverij en Piasecki gaf een aantal theologische werken (o.a. Zagadnienia istotne, d.i. "Essentiële Problemen") uit waarin hij de collaboratie van rooms-katholieken met de communistische regering van Polen als belangrijk en noodzakelijk beschouwde. Het Vaticaan veroordeelde daarop zowel Zagadnienia istotne als Dziś i Jutro.
Tijdens de Poolse Oktober van 1956 (demonstraties en stakingen brachten toen het regime van de Stalinist Bolesław Bierut ten val) steunde Piasecki de Stalinisten en Bierut en stond niet afwijzend tegenover gebruik van geweld tegen de demonstranten. De PAX-Groep werd in 1956, nadat Bierut was afgezet en vervangen door Władysław Gomułka, ontbonden, daarvoor in de plaats werd Znak opgericht. Znak was eveneens rooms-katholiek, maar veel minder nationalistisch en het hekelde het antisemitisme (in 1968 veroordeelde Znak als enige parlementaire groep het antisemitisme van de regering). Znak werd - in tegenstelling tot de PAX-Groep - door de Rooms-Katholieke Kerk gesteund.
Na 1956 bleef er een andere PAX-Groep onder Piasecki actief, deze was tot 1989 in het parlement (Sejm) vertegenwoordigd. Hoewel deze PAX-Groep veel minder krachtig was dan de voorgaande groep, wist Piasecki zich op de een  of andere manier te handhaven. In 1971 werd Piasecki zelfs lid van de Poolse Staatsraad (dat wil zeggen het collectieve staatshoofd). Andere leden van deze PAX-Groep waren eveneens lid van de Staatsraad. Ryszard Reiff en Zenon Komender waren namens deze PAX-Groep lid van de Sejm en de Staatsraad. Voorzitter Ryszard Reiff (1979-1982), die Piasecki na diens dood was opgevolgd, volgde een liberale koers. In 1981 was hij het enige lid van de Staatsraad die weigerde in te stemmen met Jaruzelski's staat van beleg. In 1982 werd Reiff vervangen door Komender die Jaruzelski steunde. (Reiff zocht daarop toenadering tot Solidariteit en was van 1989 tot 1993 senator voor die beweging.) Komender was niet alleen lid van de Staatsraad, maar ook lid van het presidium van het PRON (een soort Nationaal Front).
Nadat de democratie in 1989 in Polen haar intrede deed, heroriënteerde de PAX-Groep zich. In 1993 wijzigde zij haar naam in Civitas Christiana. Deze nieuwe PAX-Groep is links-christendemocratisch.

## Voorzitters van de PAX-Groep 1952-1989
| Bolesław Piasecki | 1952-1979 |
| Ryszard Reiff     | 1979-1982 |
| Zenon Komender    | 1982-1989 |